# Naprijed Hrvatska! – Progresivni savez
Naprijed Hrvatska – progresivni savez bivša je politička stranka koju je osnovao bivši predsjednik Hrvatske Ivo Josipović. Osnovana je 31. svibnja 2015. u Zagrebu, a njeni je osnivači opisuju kao stranku lijevog centra.
Stranka se 11. travnja 2019. ponovno spojila sa SDP-om od kojeg se 2015. godine razdvojila, te je formalno raspuštena i svi njezini članovi su automatski postali članovi SDP-a, uključujući i bivšeg SDP-ovog predsjednika Republike Hrvatske, Ivu Josipovića

## Izborni rezultati
| Izbori | U koaliciji sa | Broj birača        | %                  | Broj zastupnika u saboru | Promjena     | Dio Vlade?   |
| Izbori | U koaliciji sa | (cijela koalicija) | (cijela koalicija) | (samo NH-PS)             | (samo NH-PS) | (samo NH-PS) |
| ------ | -------------- | ------------------ | ------------------ | ------------------------ | ------------ | ------------ |
| 2015.  | NS-R           | 34.905             | 1,57               | 0 / 151                  | ▬            | Oporba       |

Izvor: DIP